# Starzach
Starzach je německá samosprávná obec v okrese Tübingen ve spolkové zemi Bádensko-Württembersko. Nachází se v údolí řeky Neckar mezi městy Rottenburg am Neckar a Horb am Neckar, přibližně 20 km od okresního města Tübingen při dálnici A81.

## Historie
Obec Starzach vznikla 1. ledna 1972 spojením tří vesnic: Bierlingen, Felldorf a Wachendorf. Její název byl vytvořen podle jmen dvou říček, které ji ohraničují: Starzel a Eyach. Am 1. června 1973 k ní byla připojena její nejmenší část, Sulzau, a 1. února 1974 došlo k připojení poslední části, Börstingenu.
Sídlo místní správy se nachází v místní části Bierlingen.

## Pamětihodnosti
- Zámek Wachendorf
- Zámek Weitenburg